# Francis Yeats-Brown
Francis Yeats-Brown (15 août 1886 – 19 décembre 1944) est un auteur britannique, ancien officier de l'armée des Indes. Il reçoit le prix James Tait Black Memorial en 1930 pour Lives of a Bengal Lancer adapté dans le film Les Trois Lanciers du Bengale.

## Œuvre
- Caught by the Turks, 1919
- The Lives of a Bengal Lancer (Les Trois Lanciers du Bengale), 1930
- Golden Horn, 1932
- Dogs of War, 1934
- Lancer at Large, 1936
- Yoga Explained, 1937
- European Jungle, 1939
- Indian Pageant, 1942
- Martial India, 1945